# Người Daci

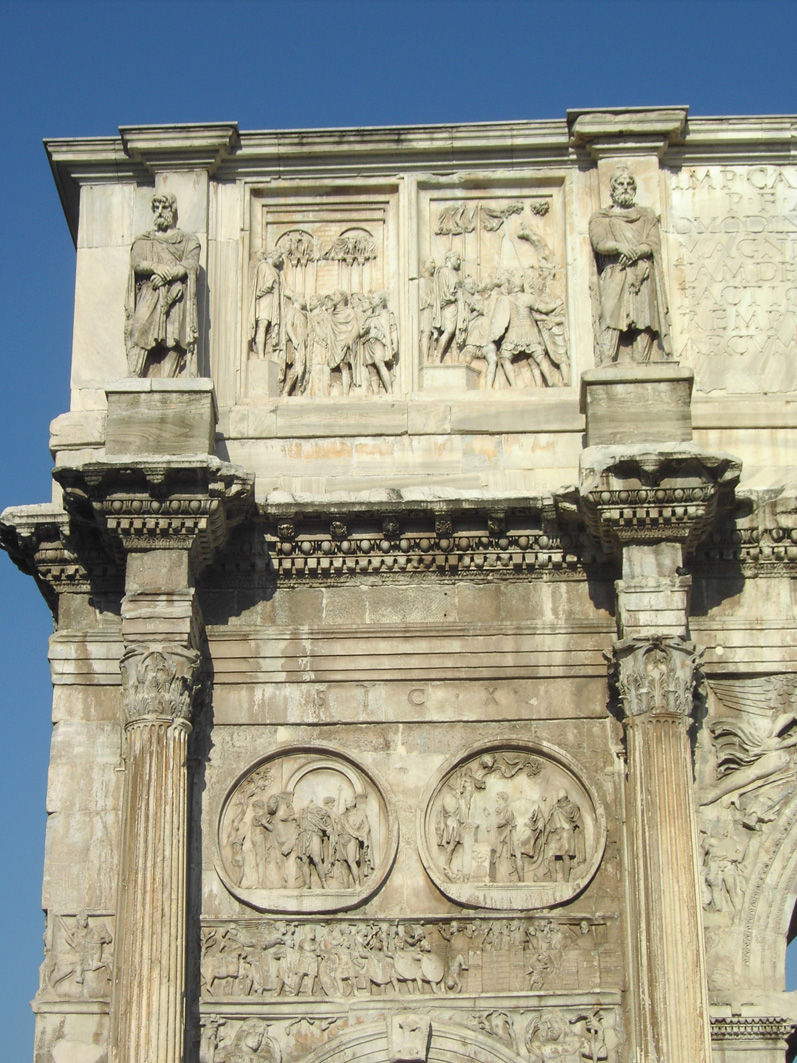
Tượng của những người Dacia vượt qua Khải hoàn môn Constantinus

Người Daci(/ˈdeɪʃənz/; tiếng Latinh: Daci [ˈdaːkiː]; tiếng Hy Lạp cổ: Δάκοι, Δάοι, Δάκαι) là một tộc người Ấn-Âu, có quan hệ rất gần hoặc là một nhánh của người Thracia. Người Daci là cư dân cổ xưa của Dacia (nằm trong khu vực trong và xung quanh dãy núi Carpathia và phía đông tới Biển Đen). Khu vực này bao gồm các nước România và Moldova ngày nay, cũng như các phần của Sarmatia (chủ yếu là ở miền đông Ukraina), Moesia (Đông Serbia, Bắc Bulgaria), Slovakia và Ba Lan. Họ nói tiếng Daci, mà vốn được tin rằng có liên quan chặt chẽ với tiếng Thracia, nhưng họ lại chịu ảnh hưởng văn hóa của người Scythia láng giềng và những kẻ xâm lược người Celt vào thế kỷ thứ 4 trước Công nguyên

### Cổ đại
- Appian (165). Historia Romana [Roman History] (bằng tiếng Hy Lạp cổ).
- Dio, Cassius (2008). Rome. Quyển 3 (of 6). Echo Library. ISBN 978-1-4068-2644-9.
- Cassius, Dio Cocceianus; Cary, Earnest; Foster, Herbert Baldwin (1968). Dio's Roman history, volume 8. W. Heinemann.
- Herodotus. Histories (bằng tiếng Hy Lạp cổ).
- Pliny (the Elder); Rackham, Harris (1971). Pliny Natural History, Volume 2. Harvard University Press.
- Strabo. Geographica [Geography] (bằng tiếng Hy Lạp cổ).
- Strabo; Jones, Horace Leonard; Sterrett, John Robert (1967). The geography of Strabo. Harvard University Press.

### Hiện đại
- Abramea, Anna P (1994). Thrace. Idea Advertising-Marketing. ISBN 978-9608560918.
- Alecu-Călușiță, Mioara (1992). "Steagul geto-dacilor" [The Geto-Dacians' Flag] (PDF). Noi Tracii (bằng tiếng Romania). Số 210. Rome: Centro Europeo di Studii Traci. Bản gốc (PDF) lưu trữ ngày 2 tháng 10 năm 2013.
- Applebaum, Shimon (1976). Prolegomena to the study of the second Jewish revolt (A.D. 132–135). BAR.
- Astarita, Maria Laura (1983). Avidio Cassio. Ed. di Storia e Letteratura. OCLC 461867183.
- Barnes, Timothy D. (1984). Constantine and Eusebius. Harvard. ISBN 978-0-674-16531-1.
- Barbulescu, Mihai; Nagler, Thomas (2005). The History of Transylvania: Until 1541. Coordinator Pop, Ioan Aurel. Cluj-Napoca: Romanian Cultural Institute. ISBN 978-9-737-78400-1.
- Batty, Roger (2007). Rome and the Nomads: The Pontic-Danubian Realm in Antiquity. Oxford: Oxford University Press. ISBN 978-0-198-14936-1.
- Berresford Ellis, Peter (1996). Celt and Greek: Celts in the Hellenic World. Constable & Robinson. ISBN 978-0-094-75580-2.
- Bennett, Julian (1997). Trajan: Optimus Princeps. Routledge. ISBN 978-0-415-16524-2.
- Boak, Arthur E. R.; Sinnigen, William G. (1977). A History of Rome to A.D. 565 (ấn bản thứ 6). Macmillan. ISBN 978-0029796900.
- Boila, Lucian (2001). Romania: Borderland of Europe. Reaktion. ISBN 978-1-861-89103-7.
- Bowman, Alan; Cameron, Averil; Garnsey, Peter (2005). The Crisis of Empire, AD 193–337. The Cambridge Ancient History. Quyển 12. CUP. ISBN 978-0-521-30199-2.
- Brixhe, Claude (2008). Phrygian in The Ancient Languages of Asia Minor. CUP. ISBN 978-0-521-68496-5.
- Bunbury, Edward Herbert (1979). A history of ancient geography among the Greeks and Romans: from the earliest ages till the fall of the Roman empire. London: Humanities Press International. ISBN 978-9-070-26511-3.
- Bunson, Matthew (1995). A Dictionary of the Roman Empire. OUP. ISBN 978-0-195-10233-8.
- Bunson, Matthew (2002). Roman Empire, Encyclopedia of The, Revised Edition. Fitzhenry & Whiteside; 2nd Revised edition. ISBN 978-0-816-04562-4.
- Burns, Thomas S. (1991). A History of the Ostrogoths. Indiana University Press. ISBN 978-0-253-20600-8.
- Bury, John Bagnell; Cook, Stanley Arthur; Adcock, Frank E.; Percival Charlesworth, Martin (1954). Rome and the Mediterranean, 218-133 BC. The Cambridge Ancient History. Macmillan.
- Cardos, G; Stoian, V; Miritoiu, N; Comsa, A; Kroll, A; Voss, S; Rodewald, A (2004). Paleo-mtDNA analysis and population genetic aspects of old Thracian populations from South-East of Romania. Romanian Society of legal medicine. Bản gốc lưu trữ ngày 12 tháng 2 năm 2009. Truy cập ngày 9 tháng 9 năm 2017.
- Chakraberty, Chandra (1948). The prehistory of India: tribal migrations. Vijayakrishna.
- Clarke, John R. (2003). Art in the Lives of Ordinary Romans: Visual Representation and Non-Elite Viewers in Italy, 100 B.C.-A.D. 315. University of California. ISBN 978-0-520-21976-2.
- Conti, Stefano; Scardigli, Barbara; Torchio, Maria Cristina (2007). Geografia e viaggi nell'antichità. Ancona. ISBN 978-8-873-26090-5.
- Cowan, Ross (2003). Imperial Roman Legionary AD 161–284. Osprey. ISBN 978-1-841-76601-0.
- Crișan, Ion Horațiu (1978). Burebista and his time. Bibliotheca historica Romaniae. Sanda Mihailescu biên dịch. Bucuresti: Editura Academiei Republicii Socialiste Romania.
- Crossland, R.A.; Boardman, John (1982). Linguistic problems of the Balkan area in the late prehistoric and early Classical period. The Cambridge Ancient History. Quyển 3. CUP. ISBN 978-0-521-22496-3.
- Cunliffe, Barry W. (1994). Rome and Her Empire. Constable. ISBN 978-0-094-73500-2.
- Denne Parker, Henry Michael (1958). A history of the Roman world from AD 138 to 337. Methuen.
- Dumitrescu, Vlad; Boardman, John; Hammond, N. G. L; Sollberger, E (1982). The prehistory of Romania from the earliest times to 1000 BC. The Cambridge Ancient History. CUP. ISBN 978-0-521-22496-3. {{Chú thích sách}}: Đã bỏ qua |work= (trợ giúp)
- Duridanov, Ivan (1985). Die Sprache der Thraker [The Language of the Thracians]. Bulgarische Sammlung (bằng tiếng Đức). Neuried: Hieronymus Verlag. ISBN 978-3-888-93031-7.
- Eisler, Robert (1951). Man into wolf: an anthropological interpretation of sadism, masochism, and lycanthropy. London: Routledge and Kegan Paul. ASIN B0000CI25D.
- Eliade, Mircea (1986). Zalmoxis, the vanishing God: comparative studies in the religions and folklore of Dacia and Eastern Europe. University of Chicago Press. ISBN 978-0-226-20385-0.
- Eliade, Mircea (1995). Ivănescu, Maria; Ivănescu, Cezar (biên tập). De la Zalmoxis la Genghis-Han: studii comparative despre religiile și folclorul Daciei și Europei Orientale [From Zalmoxis to Genghis Khan: comparative studies in the religions and folklore of Dacia and Eastern Europe] (bằng tiếng Romania) . București, Romania: Humanitas. ISBN 978-9-732-80554-1.
- Ellis, L. (1998). 'Terra deserta': population, politics, and the [de]colonization of Dacia. World archaeology. Routledge. ISBN 978-0-415-19809-7.
- Ellis, Robert (1861). The Armenian origin of the Etruscans. Parker, Son and Bourn.[cần nguồn tốt hơn]
- Elton, Hugh; Lenski, Noel Emmanuel (2005). "Warfare and the Military". The Cambridge Companion to the Age of Constantine. CUP. ISBN 978-0-521-81838-4.
- Everitt, Anthony (2010). Hadrian and the Triumph of Rome. Random House Trade. ISBN 978-0-812-97814-8.
- Fisher, Iancu (2003). Les substrats et leur influence sur les langues romanes: la Romania du Sud-Est / Substrate und ihre Wirkung auf die romanischen Sprachen: Sudostromania in Romanische Sprachgeschichte. Mouton De Gruyter. ISBN 978-3-110-14694-3.
- Florov, Irina (2001). The 3000-year-old hat: New connections with Old Europe : the Thraco-Phrygian world. Golden Vine. ISBN 978-0-968-84870-8.
- Fol, Alexander (1996). "Thracians, Celts, Illyrians and Dacians". Trong de Laet, Sigfried J. (biên tập). History of Humanity. History of Humanity. Quyển 3: From the seventh century B.C. to the seventh century A.D. UNESCO. ISBN 978-9-231-02812-0.
- Georgiev, Vladimir Ivanov (1960). Българска етимология и ономастика (bằng tiếng Bulgaria và Pháp). Sofia: Bŭlgarska akademii︠a︡ na naukite. Institut za Bŭlgarski ezik.
- Glodariu, Ioan (1976). Dacian trade with the Hellenistic and Roman world. British Archaeological Reports. ISBN 978-0-904-53140-4.
- Glodariu, Ioan; Pop, Ioan Aurel; Nagler, Thomas (2005). "The history and civilization of the Dacians". The history of Transylvania Until 1541. Romanian Cultural Institute, Cluj Napoca. ISBN 978-9-737-78400-1.
- Goffart, Walter A. (2006). Barbarian Tides: The Migration Age and the Later Roman Empire. University of Pennsylvania Press. ISBN 978-0-812-23939-3.
- Groh, Vladimir (1964). Mnema. Univerzita J.E. Purkyně v Brně. Filozofická fakulta.
- Grumeza, Ion (2009). Dacia: Land of Transylvania, Cornerstone of Ancient Eastern Europe. Hamilton Books. ISBN 978-0-7618-4465-5. [nguồn không đáng tin?]
- Gibbon, Edward (2008) [1776]. The History of the Decline and Fall of the Roman Empire. Quyển 1. Cosimo Classics. ISBN 978-1-605-20120-7.
- Garašanin, Milutin V.; Benac, Alojz (1973). Actes du VIIIe congrès international des sciences préhistoriques (bằng tiếng Pháp). International Union of Prehistoric and Protohistoric Sciences.
- Georgescu, Vlad (1991). Matei Calinescu (biên tập). The Romanians – A History. Alexandra Bley-Vroman biên dịch. I. B. Tauris. ISBN 978-1-850-43332-3.
- Goodman, Martin; Sherwood, Jane (2002). The Roman World 44 BC–AD 180. Routledge. ISBN 978-0-203-40861-2.
- Hainsworth, J.B. (1982). "The relationships of the ancient languages of the Balkan". Trong Boardman, John (biên tập). The Cambridge Ancient History. Quyển 3 (ấn bản thứ 2). CUP. ISBN 978-0-521-22496-3.
- Hazel, John (2002). Who's Who in the Roman World. Routledge. ISBN 978-0-203-42599-2.
- Heather, Peter (2006). The Fall of the Roman Empire: A New History of Rome and the Barbarians. OUP. ISBN 978-0-195-15954-7.
- Heather, Peter (2010). Empires and Barbarians: Migration, Development, and the Birth of Europe. OUP. ISBN 978-0-199-73560-0.
- Mykhaĭlo Hrushevskyĭ; Andrzej Poppe; Marta Skorupsky; Frank E. Sysyn; Uliana M. Pasicznyk (1997). History of Ukraine-Rus': From prehistory to the eleventh century. Canadian Institute of Ukrainian Studies Press. ISBN 978-1-895571-19-6.
- Husovská, Ludmilá (1998). Slovakia: walking through centuries of cities and towns. Príroda. ISBN 978-8-007-01041-3.
- Jażdżewski, Konrad (1948). Atlas to the prehistory of the Slavs. Teresa A. Dmochowska biên dịch. Łódzkie Towarzystwo Naukowe / Łodz Scientific Society.
- Jeanmaire, Henri (1975). Couroi et courètes (bằng tiếng Pháp). New York: Arno. ISBN 978-0-405-07001-3.[liên kết hỏng]
- Kephart, Calvin (1949). Sanskrit: its origin, composition, and diffusion. Shenandoah.
- Koch, John T (2005). "Dacians and Celts". Celtic culture: a historical encyclopedia. Quyển 1. ABC-CLIO. ISBN 978-1-851-09440-0.
- Koch, John T (2007). "Ptolemy". Celtic culture: a historical encyclopedia. Quyển 4. ABC-CLIO. ISBN 978-1-851-09440-0.
- Köpeczi, Béla; Makkai, Laszlo; Mócsy, András; Szász, Zoltán; Barta, Gabor (2002). History of Transylvania – From the Beginnings to 1606 (bằng tiếng Hungary). East European Monographs. ISBN 978-0-880-33479-2.
- Kostrzewski, Józef (1949). Les origines de la civilisation polonaise. Press University of France.
- Lemny, Stefan; Iorga, Nicolae (1984). Vasile Pârvan. Editura Eminescu.
- Lewis, D. M.; Boardman, John; Hornblower, Simon; Ostwald, M., biên tập (2008). The fourth century B.C. The Cambridge ancient history. Quyển 6 (ấn bản thứ 7). CUP. ISBN 978-0-521-23348-4.
- Luttwak, Edward N. (1976). The grand strategy of the Roman Empire from the first century A.D. to the third. Baltimore: Johns Hopkins. ISBN 978-0-801-81863-9.
- MacKendrick, Paul Lachlan (2000). The Dacian Stones Speak. Chapel Hill, North Carolina: University of North Carolina. ISBN 978-0-807-84939-2.
- MacKenzie, Andrew (1986). Archaeology in Romania: the mystery of the Roman occupation. Robert Hale. ISBN 978-0-709-02724-9.
- Millar, Fergus (2004). Cotton, Hannah M.; Rogers, Guy M. (biên tập). Rome, the Greek World, and the East. Quyển 2: Government, Society, and Culture in the Roman Empire. University of North Carolina. ISBN 978-0807855201.
- Millar, Fergus (1981). Roman Empire and Its Neighbours (ấn bản thứ 2). Gerald Duckworth. ISBN 978-0-715-61452-5.
- Minns, Ellis Hovell (2011) [1913]. Scythians and Greeks: a survey of ancient history and archaeology on the north coast of the Euxine from the Danube to the Caucasus. CUP. ISBN 978-1-108-02487-7.
- Mountain, Harry (1998). The Celtic Encyclopedia. Universal. ISBN 978-1-581-12890-1.
- Mulvin, Lynda (2002). Late Roman Villas in the Danube-Balkan Region. British Archaeological Reports. ISBN 978-1-841-71444-8.
- Nandris, John (1976). Friesinger, Herwig; Kerchler, Helga; Pittioni, Richard; Mitscha-Märheim, Herbert (biên tập). "The Dacian Iron Age – A Comment in a European Context". Archaeologia Austriaca. Quyển 13 số 13–14 . Vienna: Deuticke. ISBN 978-3-700-54420-3. ISSN 0003-8008.
- Niessen, James P. (2004). Eastern Europe: An Introduction to the People, Lands, and Culture. ABC-CLIO. ISBN 978-1-576-07800-6.
- Nixon, C. E. V.; Saylor Rodgers, Barbara (1995). In Praise of Later Roman Emperors: The Panegyric Latini. University of California. ISBN 978-0-520-08326-4.
- Odahl, Charles Matson (2004). Constantine and the Christian empire. London: Routledge. ISBN 0-415-17485-6.
- Olbrycht, Marek Jan (2000). "Remarks on the Presence of Iranian Peoples in Europe and Their Asiatic Relations". Collectanea Celto-Asiatica Cracoviensia. Kraków: Księgarnia Akademicka. tr. 101–104. ISBN 978-8-371-88337-8.
- Oledzki, M. (2000). "La Tène Culture in the Upper Tisza Basin". Ethnographisch-Archäologische Zeitschrift. Quyển 41 số 4. tr. 507–530.
- Oltean, Ioana Adina (2007). Dacia: landscape, colonisation and romanisation. Routledge. ISBN 978-0-415-41252-0.
- Otto, Karl-Heinz [bằng tiếng Đức] (2000). "Deutscher Verlag der Wissenschaften". Ethnographisch-archäologische Zeitschrift. Quyển 41. Humboldt-Universität zu Berlin.
- Paliga, Sorin (1999). Thracian and pre-Thracian studies: linguistic papers published between 1986 and 1996. Sorin Paliga.[cần nguồn tốt hơn]
- Paliga, Sorin (2006). Etymological Lexicon of the Indigenous (Thracian) Elements in Romanian. Fundatia Evenimentul. ISBN 978-9-738-79200-5.
- Papazoglu, Fanula (1978). The Central Balkan Tribes in Pre-Roman Times:Triballi, Autariatae, Dardanians, Scordisci, & Moesians. Mary Stansfield-Popovic biên dịch. Hakkert. ISBN 978-9-025-60793-7.
- Pares, Bernard Sir; Seton-Watso, Robert William; Williams, Harold; Brooke Jopson, Norman (1939). The Slavonic and East European review: a survey of the peoples of eastern Europe, their history, economics, philology and literature. Quyển 18–19. W.S. Manely.
- Pârvan, Vasile (1926). Getica (bằng tiếng Romania và Pháp). București, Romania: Cvltvra Națională.
- Parvan, Vasile (1928). Dacia. CUP.
- Parvan, Vasile; Vulpe, Alexandru; Vulpe, Radu (2002). Dacia. Editura 100+1 Gramar. ISBN 978-9-735-91361-8.
- Parvan, Vasile; Florescu, Radu (1982). Getica. Editura Meridiane.
- Peregrine, Peter N.; Ember, Melvin (2001). "Encyclopedia of Prehistory: Volume 4: Europe". Encyclopedia of Prehistory. Quyển 4 : Europe. Springer. ISBN 978-0-306-46258-0.
- Petolescu, Constantin C (2000). Inscriptions de la Dacie romaine : inscriptions externes concernant l'histoire de la Dacie (Ier-IIIe siècles). Enciclopedica. ISBN 978-9-734-50182-3.
- Pittioni, Richard; Kerchler, Helga; Friesinger, Herwig; Mitscha-Märheim, Herbert (1976). Festschrift für Richard Pittioni zum siebzigsten Geburtstag, Archaeologia Austriaca : Beiheft. Wien, Deuticke, Horn, Berger. ISBN 978-3-700-54420-3.
- Poghirc, Cicerone (1989). Thracians and Mycenaeans: Proceedings of the Fourth International Congress of Thracology Rotterdam 1984. Brill Academic Pub. ISBN 978-9-004-08864-1.
- Polomé, Edgar C. (1983). Linguistic situation in the western provinces. Walter de Gruyter. ISBN 978-3-110-09525-8. {{Chú thích sách}}: Đã bỏ qua |work= (trợ giúp)
- Polomé, Edgar Charles (1982). "20e". Trong Boardman, John (biên tập). Balkan Languages (Illyrian, Thracian and Daco-Moesian). The Cambridge Ancient History. Quyển 3 (ấn bản thứ 2). London: CUP. ISBN 978-0521224963.
- Pop, Ioan Aurel (2000). Romanians and Romania: A Brief History. East European Monographs. ISBN 978-0-880-33440-2.
- Price, Glanville (2000). Encyclopedia of the Languages of Europe. Wiley-Blackwell. ISBN 978-0-631-22039-8.
- Renfrew, Colin (1990). Archaeology and Language, The Puzzle of Indo-European Origins. CUP. ISBN 978-0-521-38675-3.
- Roesler, Robert E. (1864). Das vorromische Dacien. Academy, Wien, XLV.
- Rosetti, A. (1982). La linguistique Balkanique in Revue roumaine de linguistique, volume 27. Editions de l'Academie de la RSR.
- Ruscu, D. (2004). William S. Hanson; I. P. Haynes (biên tập). The supposed extermination of the Dacians: the literary tradition. Journal of Roman Archaeology. ISBN 978-1-887-82956-4. {{Chú thích sách}}: Đã bỏ qua |work= (trợ giúp)
- Russu, I. Iosif (1967). Limba Traco-Dacilor ('Thraco-Dacian language') (bằng tiếng Romania). Editura Stiintifica.
- Russu, I. Iosif (1969). Die Sprache der Thrako-Daker ('Thraco-Dacian language') (bằng tiếng Đức). Editura Stiintifica.
- Scarre, Chris (1995). Chronicle of the Roman Emperors: The Reign-by-Reign Record of the Rulers of Imperial Rome. Thames & Hudson. ISBN 978-0-500-05077-4.
- Schmitz, Michael (2005). The Dacian threat, 101–106 AD. Armidale, NSW: Caeros. ISBN 978-0-975-84450-2.
- Schütte, Gudmund (1917). Ptolemy's maps of northern Europe: a reconstruction of the prototypes. H. Hagerup.
- Shchukin, Mark (1989). Rome and the barbarians in central and eastern Europe: 1st century BC – 1st century AD. British Archaeological Reports.
- Shchukin, Mark; Kazanski, Michel; Sharov, Oleg (2006). Des les goths aux huns: le nord de la mer Noire au Bas-Empire et a l'époque des grandes migrations. British Archaeological Reports. ISBN 978-1-841-71756-2.
- Siani-Davies, Peter; Siani-Davies, Mary; Deletant, Andrea (1998). Romania (bằng tiếng Anh). Clio Press. ISBN 978-1-85109-244-4.
- Sidebottom, Harry (2007). "International Relations". The Cambridge History of Greek and Roman Warfare: Volume 2, Rome from the Late Republic to the Late Empire. CUP. ISBN 978-0-521-78274-6.
- Skvarna, Dusan; Cicaj, Viliam; Letz, Robert (2000). Slovak History: Chronology & Lexicon. Bolchazy-Carducci. ISBN 978-0-865-16444-4.
- Smith, William (1873). A Dictionary of Greek and Roman Geography (bằng tiếng Anh). John Murray.
- Solta, Georg Renatus (1980). Berücksichtigung des Substrats und des Balkanlateinischen. Wissenschaftliche Buchgesellschaft.
- Snooks, Graeme (2002) [1997]. The Ephemeral Civilization: Exploding the Myth of Social Evolution (bằng tiếng Anh). Routledge. ISBN 978-1-134-70004-2.
- Southern, Pat (2001). The Roman Empire from Severus to Constantin. Routledge. ISBN 978-0-203-45159-5.
- Taylor, Timothy (2001). Northeastern European Iron Age pages 210–221 and East Central European Iron Age pages 79–90. Springer Published in conjunction with the Human Relations Area Files. ISBN 978-0-306-46258-0.
- Tomaschek, Wilhelm (1883). Les Restes de la langue dace (bằng tiếng Pháp). Belgium: Le Muséon.
- Tomaschek, Wilhelm (1893). Die alten Thraker (bằng tiếng Đức). Quyển 1. Vienna: Tempsky.
- Thomson, James Oliver (1948). History of Ancient Geography. Biblo-Moser. ISBN 978-0-819-60143-8.
- Toynbee, Arnold Joseph (1961). A study of history. Quyển 2. OUP.
- Treptow, Kurt W (1996). A History of Romania. Polygon. ISBN 978-0-880-33345-0.
- Turnock, David (1988). The Making of Eastern Europe: From the Earliest Times to 1815. Routledge. ISBN 978-0-415-01267-6.
- Van Den Gheyn, Joseph (1886). "Les populations danubiennes: études d'ethnographie comparée" [The Danubian populations: comparative ethnographic studies]. Revue des questions scientifiques (bằng tiếng Pháp). Quyển 17–18. Brussels: Société scientifique de Bruxelles. ISSN 0035-2160.
- Vraciu, Ariton (1980). Limba daco-geţilor. Ed. Facla.
- Vulpe, Alexandru (2001). "Dacia înainte de romani". Istoria Românilor (bằng tiếng Romania). Quyển 1. Bucharest: Univers Enciclopedic. ISBN 973-4503812.
- Waldman, Carl; Mason, Catherine (2006). Encyclopedia of European Peoples. Infobase Publishing. ISBN 1438129181.
- Watson, Alaric (2004). Aurelian and the Third Century. Routledge. ISBN 978-0-415-30187-9.
- Westropp, Hodder M. (2003). Handbook of Egyptian, Greek, Etruscan and Roman Archeology. Kessinger Publishing. ISBN 978-0-766-17733-8.
- White, David Gordon (1991). Myths of the Dog-Man. University of Chicago. ISBN 978-0-226-89509-3.
- Wilcox, Peter (1982). Rome's Enemies (1): Germanics and Dacians. Men at Arms. Quyển 129. Illustrator Gerry Embleton. Osprey. ISBN 978-0850454734.
- Wilcox, Peter (2000). Barbarian Enemies of Rome.
- Wilkes, John (2005). Alan Bowman; Averil Cameron; Peter Garnsey (biên tập). Provinces and Frontiers. The Cambridge Ancient History. Quyển 12 . CUP. ISBN 978-0-521-30199-2. {{Chú thích sách}}: Đã bỏ qua |work= (trợ giúp)
- Zambotti, Pia Laviosa (1954). I Balcani e l'Italia nella Preistori (bằng tiếng Ý). Como.{{Chú thích sách}}:  Quản lý CS1: địa điểm thiếu nhà xuất bản (liên kết)
- Zumpt, Karl Gottlob; Zumpt, August Wilhelm (1852). Eclogae ex Q. Horatii Flacci poematibus page 140 and page 175 by Horace. Philadelphia: Blanchard and Lea.